# NGC 7368
NGC 7368 (również PGC 69661) – galaktyka spiralna z poprzeczką (SBb), znajdująca się w gwiazdozbiorze Żurawia. Odkrył ją John Herschel 4 października 1836 roku.